# Augusto Müller

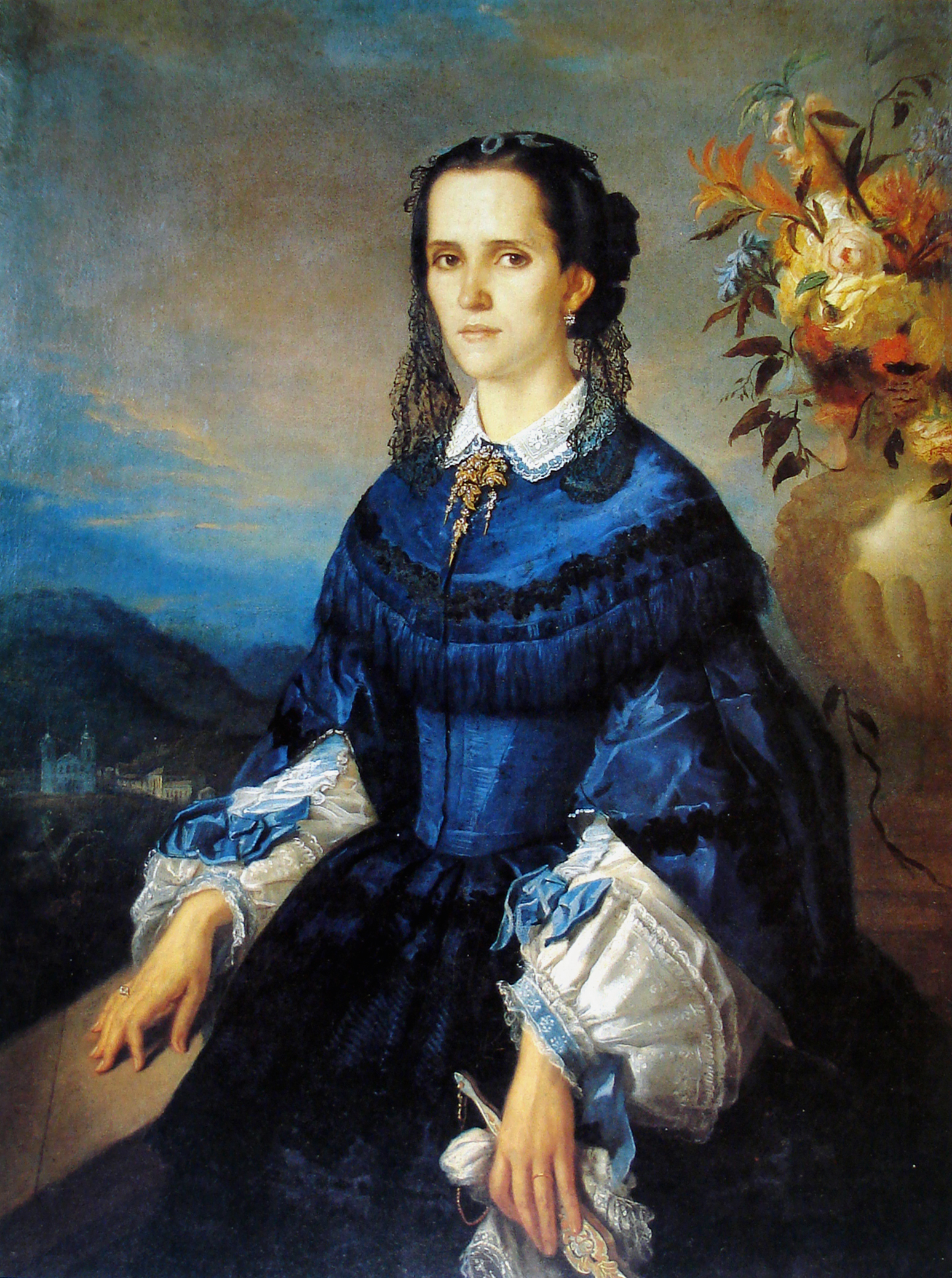
Retrato da Baronesa de Vassouras, Museu Imperial

Augusto (August) Müller (Baden, Alemanha, 1815 — Rio de Janeiro, 1883) foi um pintor e professor de artes alemão radicado no Brasil.
Aluno e posteriormente professor da Academia Imperial de Belas Artes, dentre suas obras conservadas pelo Museu Nacional de Belas Artes destacam-se os trabalhos: Jugurta na Prisão, Retrato de um mestre de Sumaca e o Retrato de Grandjean de Montigny. O Museu Imperial possui o retrato da Baronesa de Vassouras e diversas obras de paisagem do artista, como Rio de Janeiro visto da Ilha das Cobras.

## Biografia

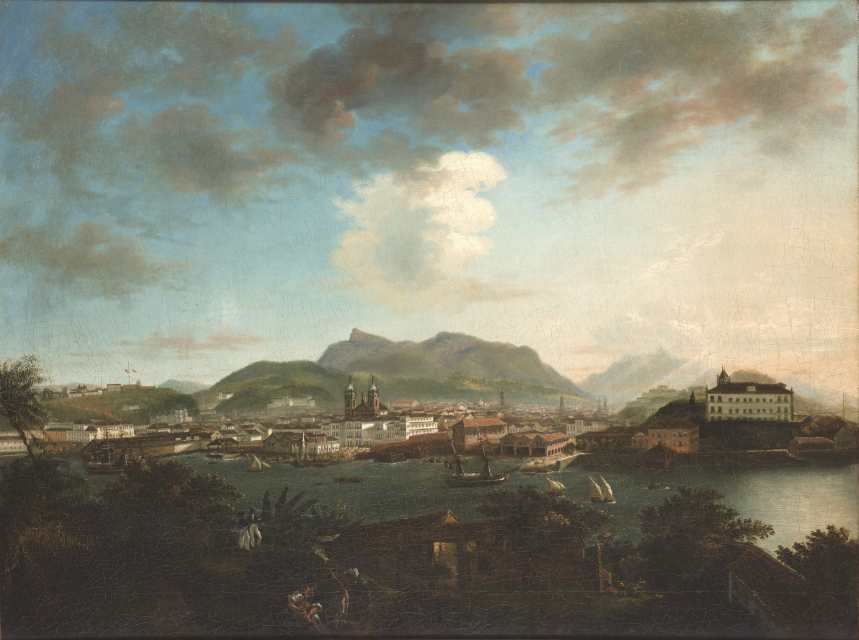
Rio de Janeiro Visto da Ilha das Cobras

Imigrante alemão, e irmão do pintor Guilher Müller, chegou ao Rio de Janeiro por volta de 1820, juntamente com seu pai. Matriculou-se em 1829 na Academia Imperial de Belas Artes, tendo sido um destacado discípulo de Debret.
Premiado na exposição de alunos de 1834, Muller foi, no ano seguinte, nomeado professor substituto, por concurso, da cadeira de Paisagem, recebendo o título definitivo em setembro de 1851, com a aposentadoria de Félix-Emile Taunay.
Lecionou até 1860 na Academia, mas pouco afeito ao que considerava mediocridade do ambiente cultural em que vivia, foi se retraindo, até que abandonou de todo a pintura. Entre seus discípulos, figurou Antônio Araújo de Sousa Lobo.
Müller é considerado um dos principais pintores paisagistas da época, além de ter tido um papel significativo na Academia Imperial de Belas Artes.
Nas palavras dos críticos: 
Sem nunca ter saído do país, foi o mais notável artista da sua geração e um dos mais notáveis artistas brasileiros. (...) De uma feita, endereçando-lhe Porto-Alegre, então diretor, algumas reflexões acerca do seu programa de ensino, apresentado à Congregação em sessão de 29 de outubro de 1855, lhe respondera desta forma: 'Sou artista - as economias obtidas na exibição de meus trabalhos assegurarão-me de a muito. Sou professor -a preferibilidade conseguida num concurso, afirmou-me: Devo ser respeitado: - esse tríplice quesito garante semelhante invulnerabilidade. . . 'Os nossos artistas devem ser americanos'. É assim que se exprime o Sr. Diretor sobre meu programa. Ora, porque os discípulos copiem quadros europeus para entrar na mescla das tintas, não obsta a que se nacionalizem na arte; os princípios elementares da arte têm uma só pátria, e essa é o mundo: e para refutar esta proposição, basta-me apontar o Sr. Motta que, não só estudou a paisagem na Europa, como também principiou pelo sistema rotineiro, e no entanto é artista americano e pinta o nosso país com verdade!!!'— FREIRE, Laudelino. Um século de pintura: apontamentos para a história da pintura no Brasil de 1816-1916. 1983.
Embora nem todos tenham uma visão totalmente positiva da arte acadêmica no Brasil no século XIX: 
Na sua constituição artística são flagrantes os efeitos dos ensinamentos da Academia, que desviava os alunos da observação direta da vida brasileira, subtraía-os às influências do meio, ministrando-lhes uma concepção estética convencional. Muller foi um artista. (...) Portanto, se a sua educação artística tivesse sido orientada no sentido realista da vida, o seu pincel seguro teria deixado obras de valor refletindo o ambiente brasileiro. Mas a educação acadêmica prevaleceu. E a sua palheta, rica de colorido, ao invés de fixar tipos ou costumes locais, se diverte em composições da história antiga: JURUTA NA PRISÃO, RETRATO DE UM MESTRE DE SUMACA. Temperamento concentrado e altivo, a incompreensão do meio prostrou-o em um ceticismo desalentador, no qual sucumbiu, com a alma confrangida pela indiferença dos contemporâneos.— REIS JÚNIOR, José Maria dos. História da pintura no Brasil. 1944.

## Academia de Belas Artes
A Academia de Belas Artes tem, então, não apenas um papel fundamental para o desenvolvimento artístico de August Müller, mas também para diversos dos artistas contemporâneos do pintor alemão.
O Império Brasileiro, durante o Segundo Reinado, destacou-se por investir em criar uma imagem nacional, o que planejava construir com a atuação do Instituto Histórico e Geográfico Brasileiro e com a Academia Imperial de Belas Artes. Ambas ficaram encarregadas em dar uma nova cara para a monarquia brasileira.
Como o Rio de Janeiro era considerada a metrópole do Segundo Reinado, ele acabou por se tornar o polo artístico do país na época, unindo a Academia Imperial de Belas Artes, a Corte e o patrocínio de Dom Pedro II, o que permitia o estudo e desenvolvimento das artes no Brasil. A Academia polarizava o movimento artístico brasileiro na época através do ensino acadêmico, suas exposições e sua colaboração com o governo.
O surgimento da escola de artes deve-se, em grande parte, à Missão Artística Francesa, a qual surgiu em torno de 1815. Com a chegada alguns dos idealizadores e participantes da missão francesa no Brasil, foi feito o decreto de 12 de agosto de 1816, o qual estabeleceu a criação da Escola Real de Ciências, Artes e Ofícios, que depois se tornou Real Academia de Desenho, Pintura, Escultura e Arquitetura, em 1820; por fim, foi nomeada Academia das Artes, em 23 de novembro do mesmo ano por conta de outro decreto. Após a queda da monarquia no país, a escola de artes recebeu o nome oficial de Escola de Belas Artes.
Nicolas-Antoine Taunay é considerado o símbolo da Missão Artística de 1816. Taunay teria deixado a França após a queda de Napoleão pois ele, como bonapartista, achou a situação de seu país insustentável. Após passagem por Portugal, o pintor francês optou por escolher o Brasil para sua estadia. Outras fontes afirmam que Joachin Lebreton, por ser o chefe da Missão Artística Francesa e fundador do Louvre, teria iniciado a missão também no Brasil, ao desembarcar no Rio de Janeiro em 26 de março de 1816, juntamente com Tunay e com Jean Baptiste Debret, o arquiteto Grandjean de Montigny e o escultor Auguste-Marie Tauney, irmão de Nicolas-Antoine.
Mas o foco volta para Nicolas-Antoine Tunay: o parisiense dedicou-se à paisagem e se tornou um dos artistas favoritos de Napoleão. Suas habilidades para retratar as cenas ao ar livre se tornaram um dos exponentes para o trabalho paisagista realizado na Academia Imperial de Belas Artes, o qual August Müller iria posteriormente se inspirar, embora o principal motivo que tenha levado a escola artística dedicar grande parte do ensino de paisagem ao nacionalismo. Baseando-se na literatura que se formava no Brasil, a qual focava na formação de identidade nacional, a produção iconográfica da época, como diz Lilia Schwarcz: 
(...) ficção e dos novos épicos de cunho oficial, que, por sua vez, servem de pretexto para as grandes telas dos pintores acadêmicos, que também selecionam a natureza como marca de originalidade. Dessa maneira a arte surge como “mapa unificador, tratado descritivo, paisagem útil” (Süssekind, 1990, p. 22), nesse processo que faz da diferença algo a mais: um ícone de nacionalidade. Como matéria-prima da originalidade a natureza se convertia em paisagem, em modelo para idealização. A própria nação aparecia descrita como paisagem; uma paisagem só natural e exuberante, longe de uma sociedade que fazia questão de se vestir à europeia e afastava a imagem da escravidão e da violência: falas mudas nesse cenário.— SCHWARCZ, Lilia.
 Tendo sua primeira exposição em 1829, a Academia de Belas Artes teve turbulências em sua direção, até que, em 1845, o progresso das artes recebeu uma conquista decisiva: a instituição dos prêmios de viagem. A partir dessa época, as exposições e concursos de viagem passaram a ser mais comuns, permitindo ao ensino artístico no Brasil ser considerado organizado e avaliador fundamental para a competência e dedicação dos componentes da missão francesa e de seus discípulos brasileiros.

## Pinturas e gêneros

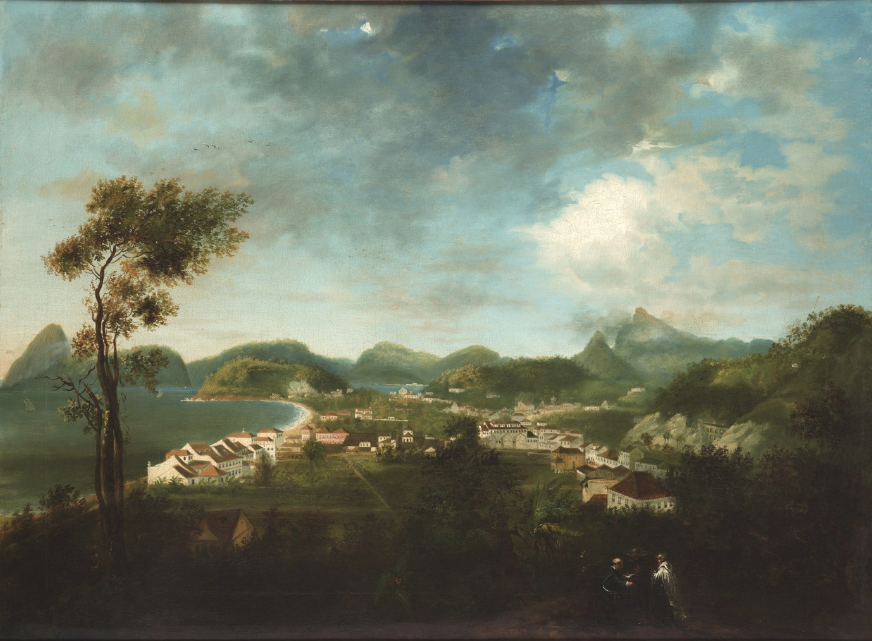
Catete e praia do flamengo vistos da glória
Data: 1840 - 1845
Dimensões físicas: w119 x h84 centimeters
Procedência: Casa Geyer/Museu Imperial/Ibram/Minc
Tipo: Óleo sobre tela

Os estudos na Academia Imperial de Belas Artes foram determinantes para os estilos artísticos praticados por August Müller durante sua vida. Com a vinda de membros da Missão Artística Francesa ao Brasil, recebeu-se também a influência direta da arte francesa do início do século XIX, a qual é baseada no estilo Napoleônico e neoclássico. No Brasil, os franceses encontraram não apenas o estilo colonial, mas como também o Barroco português, fazendo nascer a reprodução artística na Academia de Belas de obras influenciadas por todos esses estilos.
Praticou a pintura histórica (Jugurta no fosso de Túlia é sua obra mais conhecida no gênero, tendo-lhe valido a Ordem da Rosa quando exposta) e o retratismo
, principalmente o da baronesa de Vassouras, o do Mestre de uma Samuca - encomendado pelo governo imperial - e o do arquiteto Grandjean de Montigny, o qual foi incluído na Exposição da História do Brasil, realizada em 1881 no Rio de Janeiro.
Foi também um paisagista, destacando-se nesse último gênero as vistas do Rio de Janeiro que, entre 1835 e 1840, executou por encomenda do cônsul dos Estados Unidos da América, William Wright, na capital do Império, e que lhe garantem uma situação privilegiada entre os pioneiros da pintura paisagística no Brasil. O paisagismo teve um grande papel durante o Segundo Reinado, exatamente por exaltar a imagem do país e ajudar na formação de identidade nacional, como diz Lilia Schwarcz: "o paisagismo, em especial aquele que destaca a exuberância tropical ou cenas do cotidiano e, mais especialmente, da própria história nacional que, nesse momento, é também redefinida e sujeita a novo calendário."
Quando professor, Müller levava seus alunos ao ar livre para praticar o paisagismo, mas somente após exercícios de cópias de estampas e obras de paisagens europeias. A prática foi criticada por Manuel Araújo Porto Alegre, em uma carta direcionada ao professor, que criticava a demora para a ida ao ambiente natural e que o método utilizado poderia viciar os alunos a apenas reproduzirem cenas da Europa, enquanto as paisagens do Rio de Janeiro apresentavam mais cores e um ambiente completamente diferente.
Müller também usa do artificio da fotografia, como vários de seus contemporâneos. Baseando-se em fotos, o pintor alemão podia usar uma imagem congelada para a produção de suas obras.
Müller foi gracejado com medalha de ouro em 1834, 1840 e 1864 por causa de suas obras apresentadas nas Exposições Gerais de Belas Artes da Aiba.

## Principais obras
Como paisagismo era a técnica que ensinava na Academia de Belas Artes, Müller se destacava com as pinturas que fazia das paisagens do Rio de Janeiro, mas, além disso, o pintor alemão também se sobressaia como retratista, pintando figuras do cenário brasileiro da época sob encomenda do Império ou retratando personagens históricos de forma a ajudar na formação de identidade nacional através da arte.

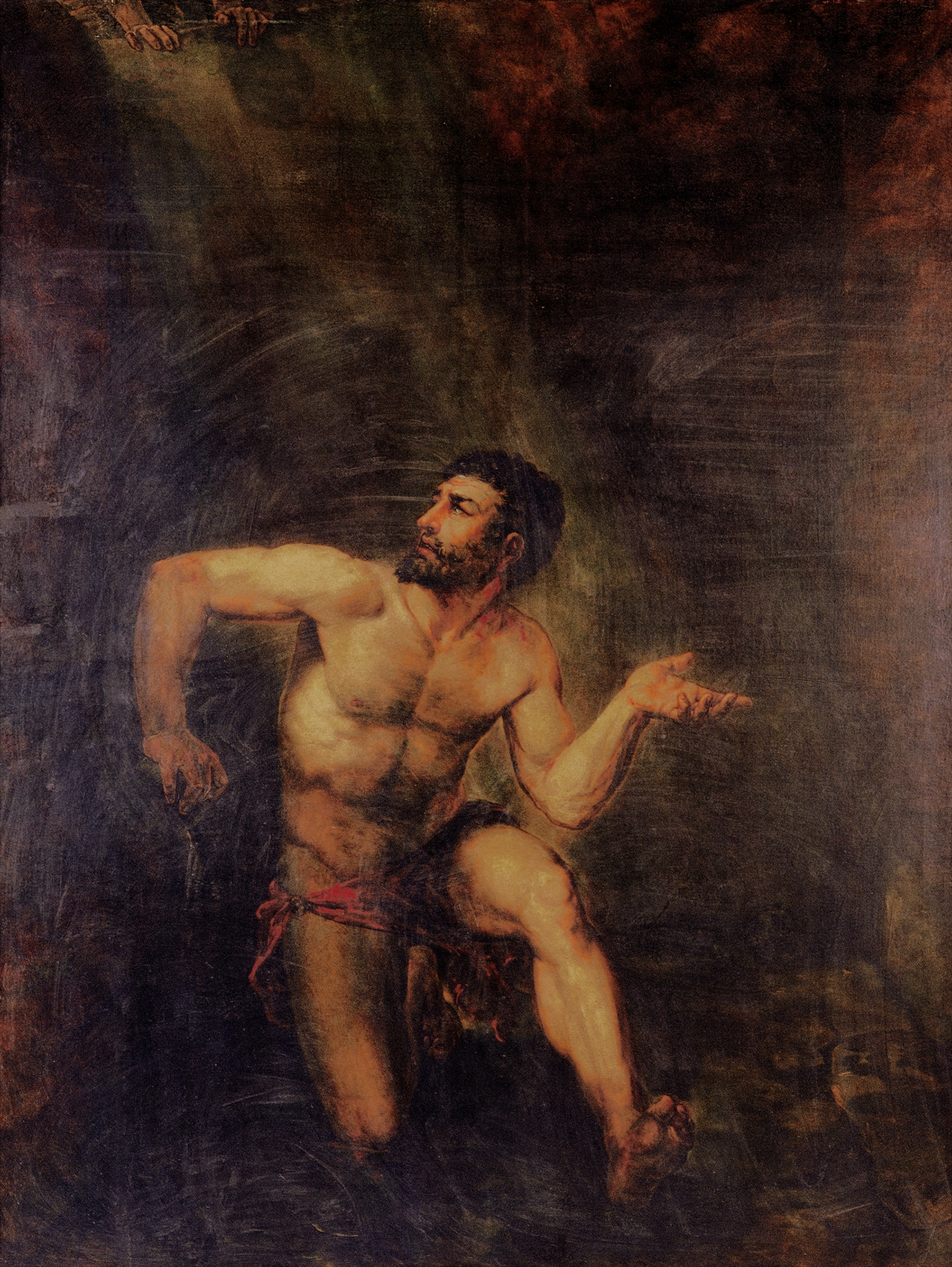
Pintura de Jugurta, imperador da Numídia preso pelos romanos.

### Jugurta
Uma das principais pinturas de Müller é a obra Jugurta na Prisão, um retrato do imperador da Numídia Jugurta no que seria uma prisão romana, conhecida como Carcere Mamertino. A prisão, também chamada de carcere Tulliano, é a prisão mais antiga de Roma e, considerada por alguns, a mais antiga do mundo.
Localizada no Fórum Romano, o carcere Mamertino recebeu por mais de mil anos os maiores do povo e Estado de Roma, tais como o Pôncio, o rei dos gauleses Vercingetorix, São Pedro e os conspiradores de Catilina.
Retratado na pintura de Müller, o imperador aprece despido de roupas com exceção de um pedaço de pano vermelho que lhe cobre as genitais. As cores escuras indicam o formato da prisão Mamertina, assim como a presença de mãos de uma pessoa ajoelhado no canto superior esquerdo da tela. Diz-se que, ao ser jogado na prisão, o rei da Numídia, teria gritado: "Como é legal esse seu banheiro, Romanos!"
Os inimigos que ficavam aprisionados no carcere Mamertino eram mantidos ali até que os romanos decidissem ser a hora de sua execução ou, como no caso de Jugurta, permaneciam até sua morte.

### Mestre de Sumaca
Retrato de um mestre de Sumaca, Manuel Correia dos Santos foi encomendado pelo governo imperial para August Müller e apresentado na Primeira Exposição Geral de Belas Artes no Rio De Janeiro. 

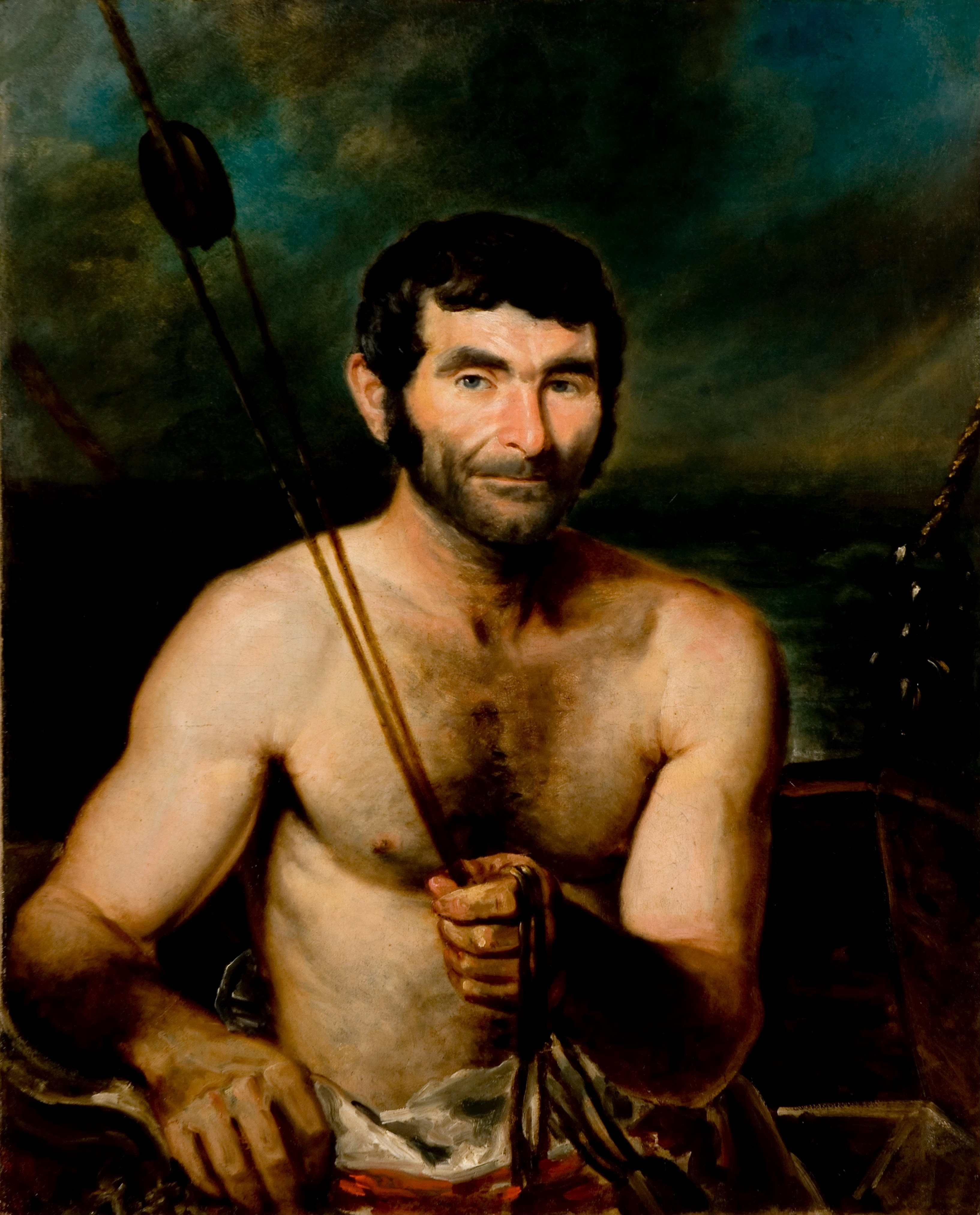
Mestre de Sumaca, 1839.

Alberto Cipiniuk, em seu livro A Face pintada em pano de linho: moldura simbólica da identidade brasileira classifica a pintura:
Embora o retrato de Manuel Correia dos Santos (Museu Nacional de Belas Artes do Rio de Janeiro) seja uma obra pertencente ao 'pequeno gênero', o pintor valeu-se da sintaxe do 'grande gênero', ou o gênero histórico para realizá-lo. O gênero histórico era utilizado para a representação dos santos da igreja católica, personagens bíblicos do Antigo e Novo Testamentos, e virtuosas mitologias greco-romanas. Caso a hierarquia dos gêneros artísitcos fosse seguida de forma estrita, tal com exigiam as regras da Academia Imperial, um retrato de um mortal seminu, tal como o deste marinheiro, não poderia ser representado.— CIPINIUK, Alberto. A face pintada em pano de linho: moldura simbólica da identidade brasileira.
No capítulo 1. O biografo e o seu assunto, o retratista e seu modelo, Alberto Cipiniuk coloca em pauta o motivo que teria feito o império encomendar a pintura:
um simples marujo, [que] pôde ser tratado com os mesmos princípios de uma pintura do gênero história e ser destinado a uma exposição geral pública do nascente Império brasileiro? Por qual motivo o governo mandou August Müller tirar o retrato, como se dizia na época, de uma bangalafumenga, uma criatura seminua, para ser exibida assim de forma imprudente, sem ser um santo homem das sagradas escrituras, um deus grego ou um herói da mitologia coberto de honras por façanhas insuperáveis? Do ponto de vista artístico, já que se tratava da mais importante exposição artística do Império, não seria este retrato a representação pura e simples dos dotes concretos ou naturais de um modelo desprezível e que, por esta razão, deveria ser evitado para se alcançar a tão almejada perfeição artística? Não estaria o artista desconsiderando intencionalmente o decoro da composição necessário à grandeza do gênero histórico? Por qual motivo um simples retrato seguiria os preceitos gerais do grande gênero? Não estaria o pintor fazendo cair por terra o esteio da tradição artística?— CIPINIUK, Alberto. A face pintada em pano de linho: moldura simbólica da identidade brasileira.

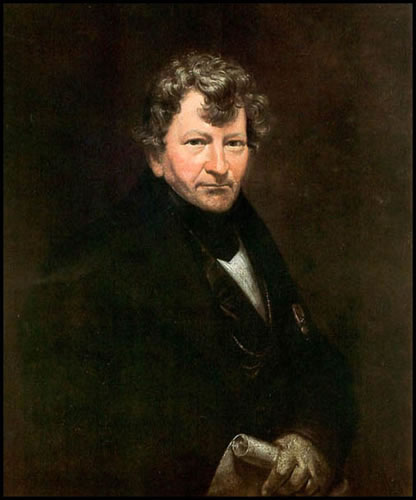
Grandjean de Montigny, c. 1843, MN Belas Artes

Após ter apontado suas próprias indagações como elitistas, Cipiniuk justifica:
O retrato foi e ainda pode ser entendido como o meio de representação que acata o princípio de fidelidade naturalística, através do qual certo indivíduos de determinados grupos se fazem figurar. Diferentes dos termos correlatos, como pintura e biografia, parece que o retrato faz parte de um emaranhado de vasos comunicantes, equivalente à forma como os indivíduos coletivamente se organizam para regular e estabelecer valores para uma sociedade. É necessário compreender o retrato não apenas individualmente como um gênero pictórico, mas derivando e pertencendo a todo um sistema de relações, tal como quando examinamos outras práticas sociais. Se tomarmos como exemplo o casamento, precisamos considerar sua correspondência com o status, o gênero ou a classe social dos nubentes, para entendermos por quais motivos pessoas se casam e como se casam. Com o retrato se dá o mesmo.— CIPINIUK, Alberto. A face pintada em pano de linho: moldura simbólica da identidade brasileira.

### Retrato da Baronesa de Vassouras
O Retrato da Baronesa de Vassouras exibe Eufrásia Teixeira Leite, uma herdeira e investidora financeira que investiu grande parte de sua fortuna a instituições assistenciais e educacionais da cidade de Vassouras. Sobrinha do barão de Vassouras, Eufrásia acabou por herdar o título, assim como a fortuna feita por seu pai e tio, que faziam as intermediações financeiras com os prósperos fazendeiros de café.

### Retrato de Gradjean de Montigny

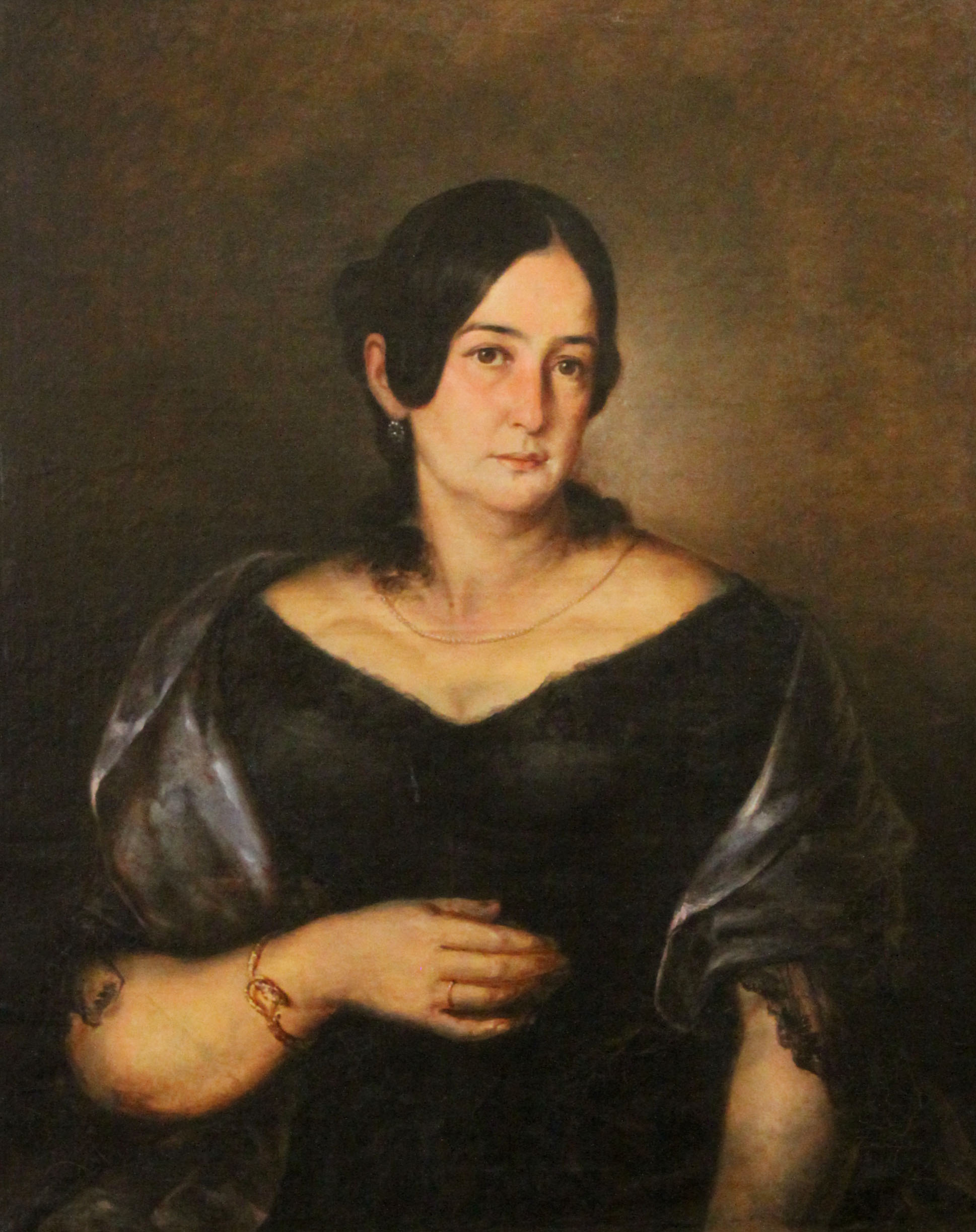
Retrato de Luísa Francisca Panasco, 1843.

O retrato de Grandjean de Montigny feito por Müller é uma das obras mais famosas do pintor alemão. Grandjean, além de ter sido o responsável por trazer a arquitetura como um dos principais estudos na academia de Belas Artes no Brasil, foi o primeiro professor oficial de arquitetura do país. Membro da Missão Artística Francesa, o professor teve sua formação como artista na Escola de Belas Artes de Paris, sob a orientação de Delannoy, Percier e Fontaine.
Grandjean desembarcou no Rio de Janeiro em março de 1816, juntamente com Jean-Baptiste Debret, o escultor Auguste-Marie Taunay o pintor Nicolas-Antoine Taunay.
O retrato do arquiteto francês foi incluído na Exposição da História do Brasil, realizada em 1881 no Rio de Janeiro.

### Retrato de Luísa Francisca Grandjean
A esposa de Grandjean de Montigny é a mulher retratada em O Retrato de Luísa Francisca Panasco.

## Exposições
Como aluno e professor da Academia Imperial de Belas Artes, August Müller teve suas obras em diversas exposições da escola artística do país, assim como em exibições de outros institutos, museus e em exposições realizadas após sua morte:
- Exposição Pública dos Alunos da AIBA, 1831. Academia Imperial de Belas Artes. Rio de Janeiro, RJ - grande medalha em paisagem
- Exposição Pública dos Alunos da AIBA, 1834. Academia Imperial de Belas Artes. Rio de Janeiro, RJ - medalha de ouro
- Exposição Geral de Belas Artes, 1840. Academia Imperial de Belas Artes (AIBA). Rio de Janeiro, RJ - grande medalha de ouro
- Exposição Geral de Belas Artes, 1841. Academia Imperial de Belas Artes (AIBA). Rio de Janeiro, RJ.
- Exposição Geral de Belas Artes, 1842. Academia Imperial de Belas Artes (AIBA). Rio de Janeiro, RJ- condecorado com o Hábito da Rosa
- Exposição Geral de Belas Artes, 1843. Academia Imperial de Belas Artes (AIBA). Rio de Janeiro, RJ.
- Exposição Geral de Belas Artes, 1845. Academia Imperial de Belas Artes (AIBA). Rio de Janeiro, RJ.
- Exposição Geral de Belas Artes, 1846. Academia Imperial de Belas Artes (AIBA). Rio de Janeiro, RJ.
- Exposição Geral de Belas Artes, 1847. Academia Imperial de Belas Artes (AIBA). Rio de Janeiro, RJ.
- Exposição Geral de Belas Artes, 1848. Academia Imperial de Belas Artes (AIBA). Rio de Janeiro, RJ.
- Exposição Geral de Belas Artes, 1852. Academia Imperial de Belas Artes (AIBA). Rio de Janeiro, RJ.
- Exposição Geral de Belas Artes, 1859. Academia Imperial de Belas Artes (AIBA). Rio de Janeiro, RJ.
- Exposição Geral de Belas Artes, 1864. Academia Imperial de Belas Artes (AIBA). Rio de Janeiro, RJ - medalha de ouro
- Exposição Geral de Belas Artes, 1879. Academia Imperial de Belas Artes (AIBA). Rio de Janeiro, RJ.
- Exposição Geral de Belas Artes, 1884. Academia Imperial de Belas Artes (AIBA). Rio de Janeiro, RJ.
- Retrospectiva da Pintura no Brasil, 1948. Museu Nacional de Belas Artes (MNBA). Rio de Janeiro, RJ.
- Bienal Internacional de São Paulo, 1953. Pavilhão dos Estados. São Paulo, SP.
- Tradição e Ruptura: síntese de arte e cultura brasileiras, 1984. Fundação Bienal. São Paulo, SP.
- Pintores Alemães no Brasil durante o Século XIX, 1989. Museu da Casa Brasileira (MCB). São Paulo, SP.
- Missão Artística Francesa e Pintores Viajantes: França - Brasil no século XIX, 1990. Fundação Casa França-Brasil. Rio de Janeiro, RJ.
- Brasilien: entdeckung und selbstentdeckung, 1992. Kunsthaus Zürich. Zurique, Suiça.
- O Brasil Redescoberto, 1999. Paço Imperial. Rio de Janeiro, RJ.
- Brasil +500 Mostra do Redescobrimento, 2000. Fundação Bienal. São Paulo, SP.
- A Paisagem Carioca, 2000. Museu da Arte Moderna do Rio de Janeiro. Rio de Janeiro, RJ.
- Visões do Rio na Coleção Geyer, 2000. Centro Cultural Banco do Brasil. Rio de Janeiro, RJ.
- Imagem e Identidade: um olhar sobre a história na coleção do Museu de Belas Artes, 2002. São Paulo, SP.
- Missão Artística Francesa e as origens da coleção do Museu Nacional de Belas Artes, 2004. Museu Nacional de Belas Artes. Rio de Janeiro, RJ.
- Missão Artística Francesa Coleção Museu Nacional de Belas Artes, 2007. Pinacoteca do Estado de São Paulo. São Paulo, SP.